# 迈赫迪·马兰迪
迈赫迪·马兰迪（波斯語：‎，1986年5月12日—），伊朗男子排球运动员，司职自由人，2017年男子世界大冠軍盃排球賽铜牌得主、2018年亚洲运动会男子排球金牌得主。